# ژنگ چینگ
ژنگ چینگ (انگلیسی: Zheng Qing؛ زادهٔ ۱۵ سپتامبر ۱۹۵۹)  بازیکن واترپلو اهل چین بود. وی در بازی‌های المپیک تابستانی ۱۹۸۸ شرکت کرده‌است.